# Amt Barkhausen
Das Amt Barkhausen ist ein ehemaliger Hofverband mit Sitz auf dem Hof Niederbarkhausen im heutigen Leopoldshöhe im Kreis Lippe.
Die Villikation wurde in der Busdorf-Urkunde im Jahr 1036 urkundlich erwähnt. Der Verband bestand bis zum Jahr 1607 als Freies Amt Barkhausen. Das Gebiet des Gutshofes erstreckte sich im Wesentlichen auf die Gebiete der heutigen Stadt Oerlinghausen, der Gemeinde Leopoldshöhe sowie auf Teile der heutigen Stadt Bielefeld im Land Nordrhein-Westfalen in Deutschland.

## Geschichte
Der Haupthof Barkhausen wurde erstmals im Jahr 1036 bei der Gründung des Busdorfstiftes durch den Paderborner Bischof Meinwerk urkundlich erwähnt. Der Hof und die Vorwerke standen damals im Eigentum des Paderborner Bischofs.
Auf dem Gebiet entstanden in der Folgezeit die Vogtei Oerlinghausen und das Amt Oerlinghausen und das Amt Schötmar. Die heute zu Bielefeld gehörenden Meierhöfe Heepen, Sieker und Ubedissen gehörten ebenfalls zum Amt Barkhausen.